# Fragneto l'Abate
Fragneto l'Abate är en ort och kommun i provinsen Benevento i regionen Kampanien i Italien. Kommunen hade 1 020 invånare (2017).